# Wellington (Trinidad y Tobago)
Wellington es una localidad de Trinidad y Tobago, que forma parte de la región de Penal-Debe.

## Geografía
La localidad abarca parte de la isla Trinidad y limita al norte con Phillipines y Monkey Town, al sur con Debe, al este con Monkey Town y al oeste con Hermitage Village.

## Demografía
Datos demográficos de la localidad de Wellington:
| Gráfica de evolución demográfica de Wellington entre 2000 y 2011 |
|                                                                  |